# Joan Puig i Danés
Joan Puig i Danés (S.XIX - S.XIX?) fou un orguener català, amb taller actiu durant la segona meitat del Segle XIX. Va treballar a l'orgue major de Santa Maria del Mar el 1854, on només va realitzar algunes reformes. Obra posterior va ser l'orgue del monestir de Montserrat, durant l'any 1890. No es té constància de cap emparentament amb la nissaga d'orgueners de cognom Puig, actius en segles anteriors.